# 1213年
| 千纪： | 2千纪 |
| 世纪： | 12世纪 \| 13世纪 \| 14世纪 |
| 年代： | 1180年代 \| 1190年代 \| 1200年代 \| 1210年代 \| 1220年代 \| 1230年代 \| 1240年代                                                                               |
| 年份： | 1208年 \| 1209年 \| 1210年 \| 1211年 \| 1212年 \| 1213年 \| 1214年 \| 1215年 \| 1216年 \| 1217年 \| 1218年                                                     |
| 纪年： | 癸酉年（鸡年）；西夏光定三年；大理天开九年；金崇慶二年，至寧元年，贞祐元年；蒙古太祖八年；南宋嘉定六年；耶律留哥元統元年；越南建嘉三年；日本建曆三年，建保元年 |

## 大事记
- 三月，耶律留哥建立東遼，改元元統以姚裡氏為皇后、弟耶律廝不為郡王，坡沙、僧家奴、耶律的、李家奴等為丞相、元帥、尚書，建立國家體制。
- 金朝崇慶二年五月，皇帝完顏永濟改元至寧。
- 金朝右副元帥胡沙虎起兵叛亂，弒皇帝完顏永濟。九月，迎立完顏珣為帝，即金宣宗，同月改元貞祐。
- 成吉思汗三路攻金之戰
- 日本北條義時以侍所別當身分打敗長年統帥御家人的和田義勝，並就任別當之職，此後北條氏得以代代擔任執權。
- 高麗康宗去世，由高麗高宗繼任。

## 出生
- 贾似道，南宋理宗、度宗时期权相。

## 逝世
- 高麗康宗，高麗第22代君主。